# کاج کاشفی
کاج کاشفی (به انگلیسی: Pinus roxburghii) گونه‌ای از کاج‌ها است. این گیاه تا ارتفاع ۵۰ متر و قطر ۵۰ تا ۷۰ سانتی‌متر رشد می‌کند. چوب آن دارای استفاده‌های صنعتی و محلی فراوانی است.
این گیاه بومی کوهستان‌های هیمالیا است و ابتدا کاشف‌السلطنه آن را وارد ایران کرد. رشد آن در کرانه‌های دریای خزر بسیار رضایت‌بخش است و درختان قطور و کهن آن در پیرامون لاهیجان دیده می‌شود.